# Kláštenec
Hrad Kláštenec (označovaný také jako tvrz a objevující se i jako Klášteřec) stával na východě Českého ráje, asi půl kilometru na jihozápad od Lomnice nad Popelkou, na vrcholu kopce Babylon, v nadmořské výšce 631 metrů.

## Historie
O hradu se nedochovaly téměř žádné zprávy, takže je těžké rekonstruovat jeho historii. V Soudní knize města Jičína se dochovaly dva záznamy z roku 1367, v nichž je zmiňován jistý Mařan z Klášteřce, jenž převzal pokutu od Květoně ze Slatin. Z toho se dá usuzovat, že v této době již hrad stál. O loupežnickém hrádku Kláštenec se zmiňuje i Johann Gottfried Sommer ve své Topografii, přičemž jej umisťuje na sever od Lomnice. Tuto informaci převzal i August Sedláček, jenž ovšem o hradu nenalezl žádné informace. S jistotou nemůže určitě ani dobu, kdy hrádek zanikl. Je velice pravděpodobné, že k tomu došlo roku 1417 při odboji proti králi Václavu IV., kdy královské vojsko oblehlo a dobylo tvrz v Lomnici nad Popelkou a hrad Bradlec. Pro odbornou veřejnost hrad objevil až v 80. letech 20. století Zdeněk Fišera.